# DDR-Meisterschaften im Feldfaustball 1985
Die DDR-Meisterschaften im Feldfaustball 1985 waren seit 1949 die 36. Austragung der Meisterschaften im Faustball auf dem Feld in der DDR im Jahre 1985.
Die beiden Finalturniere der jeweils vier Oberliga-Erstplatzierten der Frauen und Männer fanden am 6./7. Juli 1985 in Halle/Saale statt.

## Frauen
Abschlusstabelle der Hauptrunde:
| Platz | Mannschaft                 | Punkte | Siege | Remis | Niederlagen | Bälle   | Vorgabezähler |
| 1.    | Chemie Weißwasser (M)      | 24:4   | 12    | –     | 2           | 423:275 | 3             |
| 2.    | Lokomotive Schwerin I      | 24:4   | 12    | –     | 2           | 389:292 | 2             |
| 3.    | SG Cossebaude (N)          | 22:6   | 11    | –     | 3           | 362:309 | 1             |
| 4.    | Lokomotive Schwerin II     | 16:12  | 8     | –     | 6           | 344:355 | 0             |
| 5.    | TSG Berlin-Oberschöneweide | 12:16  | 6     | –     | 8           | 306:318 | –             |
| 6.    | Lokomotive Schleife        | 6:22   | 2     | 2     | 10          | 329:377 | –             |
| 7.    | Rotation Berlin (N)        | 6:22   | 2     | 2     | 10          | 283:354 | –             |
| 8.    | Spielgemeinschaft Görlitz  | 2:26   | 1     | –     | 13          | 275:431 | –             |

Auf-/Abstieg: Am Frauen-Oberliga-Qualifikationsturnier nahmen einschließlich der beiden Letztplatzierten der Oberliga nur sechs statt acht Mannschaften teil. Die Oberligateilnehmer konnten sich nicht gegen die Konkurrenz aus der Liga durchsetzen. Dabei waren Empor Grabow als Sieger der Staffel I und die SG Bademeusel als Sieger der Staffel V. Aus der Staffel VI nahm die hinter der BSG Leipzig-Eutritzsch zweitplatzierte Mannschaft von Traktor Seebergen teil. Rotation Berlin III als Sieger der Staffel II trat nicht an. Der Erstplatzierte der Liga-Staffel III, die SG Heidenau, war nicht aufstiegswillig und der zweitplatzierte und letztjährige Oberligaabsteiger Pentacon Dresden wegen fehlender Nachwuchsarbeit nicht aufstiegsberechtigt, so dass der Drittplatzierte, die Dresdener Hochschulsportgemeinschaft, chancenlos teilnahm.

Oberliga-Qualifikationsturnier

Staffelrunde
| \| Traktor Seebergen \| – \| SG Görlitz \| 26:21 \| \| Traktor Seebergen \| – \| SG Bademeusel \| 24:19 \| \| SG Görlitz \| – \| SG Bademeusel \| 25:21 \| |     |               |       |
| Traktor Seebergen | 4:0 | 50:40         |       |
| SG Görlitz (O) | 2:2 | 46:47         |       |
| SG Bademeusel | 0:4 | 40:49         |       |
| Traktor Seebergen | –   | SG Görlitz    | 26:21 |
| Traktor Seebergen | –   | SG Bademeusel | 24:19 |
| SG Görlitz | –   | SG Bademeusel | 25:21 |

| Traktor Seebergen | – | SG Görlitz    | 26:21 |
| Traktor Seebergen | – | SG Bademeusel | 24:19 |
| SG Görlitz        | – | SG Bademeusel | 25:21 |

| \| Empor Grabow \| – \| Rotation Berlin \| 25:24 \| \| Empor Grabow \| – \| HSG TU Dresden \| 30:23 \| \| Rotation Berlin \| – \| HSG TU Dresden \| 30:10 \| |     |                 |       |
| Empor Grabow | 4:0 | 55:47           |       |
| Rotation Berlin (O) | 2:2 | 54:35           |       |
| HSG TU Dresden | 0:4 | 33:60           |       |
| Empor Grabow | –   | Rotation Berlin | 25:24 |
| Empor Grabow | –   | HSG TU Dresden  | 30:23 |
| Rotation Berlin | –   | HSG TU Dresden  | 30:10 |

| Empor Grabow    | – | Rotation Berlin | 25:24 |
| Empor Grabow    | – | HSG TU Dresden  | 30:23 |
| Rotation Berlin | – | HSG TU Dresden  | 30:10 |

Endrunde
Die jeweils ersten beiden Mannschaften spielten gegen die anderen; die Spielergebnisse der Staffeln wurden mitgenommen:

| Traktor Seebergen | – | Empor Grabow    | 28:23 |
| Traktor Seebergen | – | Rotation Berlin | 26:21 |
| Empor Grabow      | – | SG Görlitz      | 27:21 |
| SG Görlitz        | – | Rotation Berlin | 23:18 |

| Traktor Seebergen   | 6:0 | 80:65 |
| Empor Grabow        | 4:2 | 75:73 |
| SG Görlitz (O)      | 2:4 | 65:71 |
| Rotation Berlin (O) | 0:6 | 63:74 |

Spiele der Finalrunde:
| Lokomotive Schwerin I | – | Lokomotive Schwerin II | 28:25 (18:11) |
| Chemie Weißwasser     | – | SG Cossebaude          | 25:16 (12:8)  |
| Chemie Weißwasser     | – | Lokomotive Schwerin II | 32:17 (17:9)  |
| Lokomotive Schwerin I | – | SG Cossebaude          | 17:24 (7:9)   |
| Lokomotive Schwerin I | – | Chemie Weißwasser      | 24:26 (14:12) |
| SG Cossebaude         | – | Lokomotive Schwerin II | 15:22 (13:14) |

Abschlusstabelle:
| Platz | Mannschaft             | Punkte | Vorgabezähler | Gesamt | Bälle/Diff. |
| 1.    | Chemie Weißwasser      | 6:0    | 3             | 9:0    | 83:57 +26   |
| 2.    | SG Cossebaude          | 4:2    | 1             | 5:2    | 55:64 −9    |
| 3.    | Lokomotive Schwerin I  | 2:4    | 2             | 4:4    | 69:75 −6    |
| 4.    | Lokomotive Schwerin II | 0:6    | 0             | 0:6    | 64:75 −11   |

All Star-Team der Frauen:
|  | Gisela Bursch (Chemie Weißwasser), Ursula Lisk (Chemie Weißwasser), Susanne Standfuß (Lokomotive Schwerin), Ingrid Klei (Chemie Weißwasser), Carola Schiechel (Lokomotive Schwerin) |

## Männer
Abschlusstabelle der Hauptrunde:
| Platz | Mannschaft                    | Punkte | Siege | Remis | Niederlagen | Bälle   | Vorgabezähler |
| 1.    | Lokomotive Dresden (M)        | 36:4   | 18    | –     | 2           | 650:455 | 3             |
| 2.    | Traktor Bachfeld              | 30:10  | 15    | –     | 5           | 602:486 | 2             |
| 3.    | ISG Hirschfelde I             | 28:12  | 14    | –     | 6           | 601:518 | 1             |
| 4.    | Fortschritt Glauchau          | 28:12  | 14    | –     | 6           | 619:538 | 0             |
| 5.    | Chemie Zeitz                  | 23:17  | 11    | 1     | 8           | 573:535 | –             |
| 6.    | Lok „Erich Steinfurth“ Berlin | 18:22  | 9     | –     | 11          | 554:533 | –             |
| 7.    | SG Waldkirchen (N)            | 16:24  | 7     | 2     | 11          | 499:578 | –             |
| 8.    | Einheit Halle (N)             | 12:28  | 6     | –     | 14          | 499:649 | –             |
| 9.    | Plasttechnik Greiz            | 11:29  | 5     | 1     | 14          | 503:622 | –             |
| 10.   | ISG Hirschfelde II (N)        | 10:30  | 5     | –     | 15          | 514:592 | –             |
| 11.   | SpG Heidenau                  | 8:32   | 4     | –     | 16          | 468:576 | –             |

Abstieg: Die Mannschaften auf den letzten beiden Plätzen stiegen in die DDR-Liga ab.
Aufstieg: In der DDR-Liga siegten die Mannschaften Lok „Erich Steinfurth“ Berlin II (Staffel I), Fortschritt Greiz-Gommla (Staffel II) und die SG Görlitz (Staffel III) in ihren Staffeln. Damit schaffte es erneut eine „zweite Garnitur“ in die höchste Liga, erreichte die Spielgemeinschaft Görlitz den sofortigen Wiederaufstieg und Fortschritt Greiz-Gommla gelang gar der Durchmarsch aus der Bezirksliga in die DDR-Oberliga.
Finalrunde

Auf dem Turbine-Sportplatz in Halle trafen in unmittelbarem Anschluss an die Punktspielserie bereits am 6. Juli 1985 die bestplatzierten Mannschaften der Hauptrunde aufeinander.
Spiele der Finalrunde:
| Traktor Bachfeld     | – | ISG Hirschfelde I    | 20:28 (12:10) |
| Lok Dresden          | – | Fortschritt Glauchau | 26:27 (16:13) |
| Lok Dresden          | – | ISG Hirschfelde I    | 30:25 (15:13) |
| Fortschritt Glauchau | – | Traktor Bachfeld     | 28:22 (16:10) |
| Fortschritt Glauchau | – | ISG Hirschfelde I    | 22:30 (13:14) |
| Lok Dresden          | – | Traktor Bachfeld     | 28:25 (15:14) |

Abschlusstabelle:
| Platz | Mannschaft           | Punkte | Vorgabezähler | Gesamt | Bälle/Diff. |
| 1.    | Lokomotive Dresden   | 4:2    | 3             | 7:2    | 84:77 0+7   |
| 2.    | ISG Hirschfelde      | 4:2    | 1             | 5:2    | 83:72 +11   |
| 3.    | Fortschritt Glauchau | 4:2    | 0             | 4:2    | 77:78 0-1   |
| 4.    | Traktor Bachfeld     | 0:6    | 2             | 2:6    | 67:84 −17   |

All Star-Team der Männer:
|  | Hellmut Pöge (Lokomotive Dresden), Frieder Steudte (ISG Hirschfelde), Jochen Bitterlich (Lokomotive Dresden), Norbert Schönig (ISG Hirschfelde), Volker Kretschmer (Lokomotive Dresden) |

## Anmerkung
1. 1 2 3 4  Vorgabezähler: Gemäß ihrer Platzierung in der Hauptrunde erhielten die qualifizierten Mannschaften Punkte für die Endrunde. Der Erste erhielt dabei drei Punkte, der Zweitplatzierte zwei, der Dritte noch einen.